# Виноробня Шато Чизай

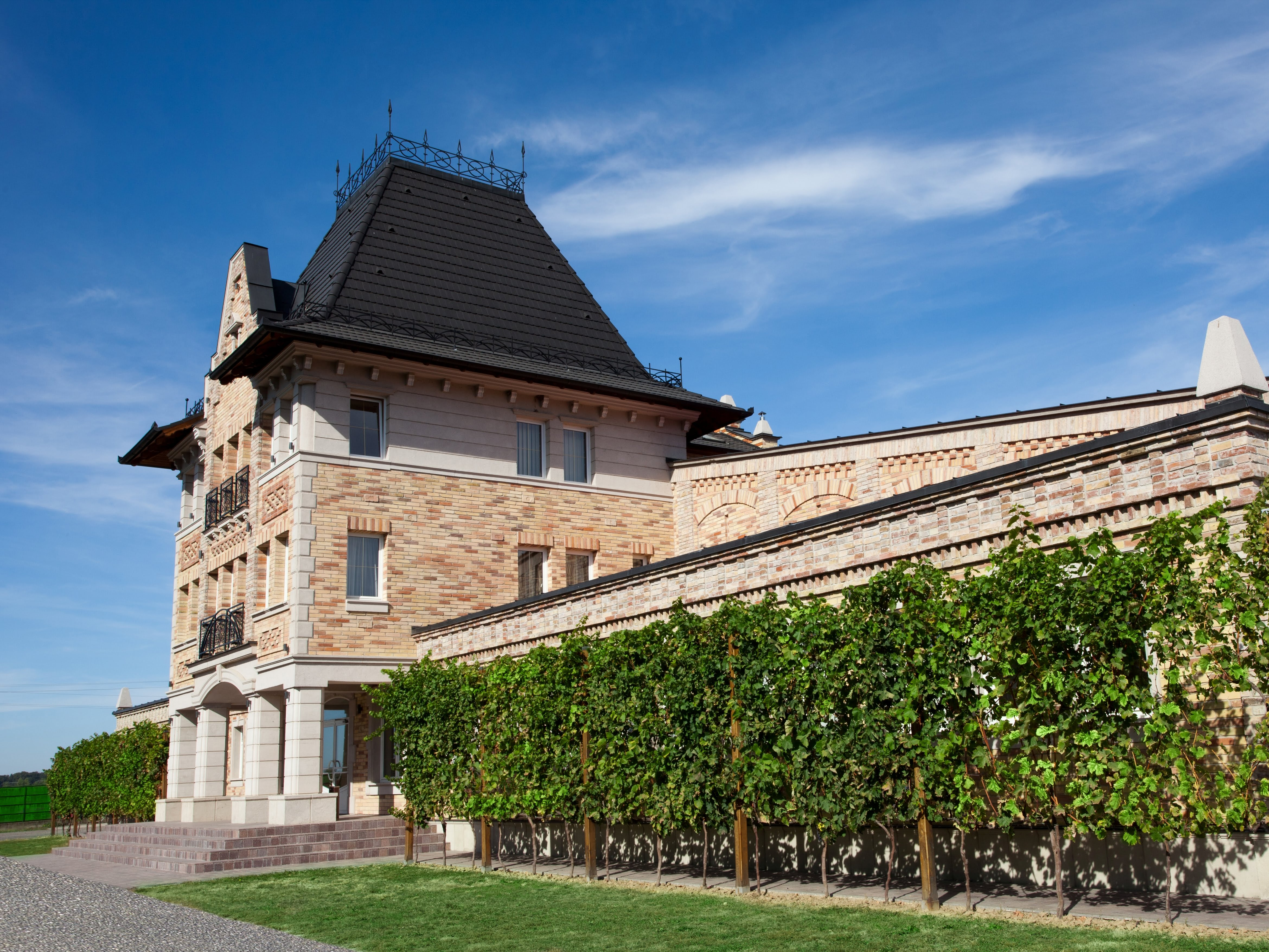
Шато — маєток серед виноградників

Шато Чизай — виноробна компанія, чиї виробничі потужності розташовані в місті Береговому. Заснована у 1995 році. Має у власності 272 гектарів виноградників у трьох районах області та є провідним виробником вина в регіоні. Це одна з найбільш відомих виноробень, заснованих в незалежній Україні, яка не базується на радянській спадщині.
Вина компанії експортуються у 21 країну світу, включаючи США, Японію, Норвегію, Сінгапур, а також країни виноробного старого світу, такі як Італія та Франція. Останніми роками компанія здобуває медалі на престижних міжнародних конкурсах, таких як Decanter, London Wine Competition, Paris Wine Cup, Japan Wine Challenge, Mundus Vini Dusseldorf, Concours Mondial de Bruxelles, Wine & Spirits Ukraine Awards, Mondial des Vins Blancs Strasbourg та інші.
Шато Чизай є популярним туристичним об'єктом. Винярня щодня приймає гостей на екскурсії та дегустації у різних форматах, включаючи безалкогольні варіанти, а також організовує винні тури та дитячі квести. У 2019 році було відкрито Музей винороба Чиза, який висвітлює історію краю, культуру виноградарства та виноробства.

## Історія винярні
- 1995: Засновано нове підприємство на місці старовинного виноробного маєтку.
- 2000: Компанія випускає 1 мільйон пляшок вина на місяць.
- 2005: Будівля винярні набуває вигляду заміського палацу і стає туристичною атракцією.
- 2006: Висаджено власні виноградники за участю австрійських фахівців.
- 2007: Площа виноградників сягає 272 гектари.
- 2012: Компанія виготовляє вина виключно з власного врожаю.
- 2015: Вперше випущено натуральний виноградний сік з сорту Ізабела.
- 2016: Розпочато виробництво преміальних червоних вин, витриманих у французьких дубових бариках.
- 2017: Сім вин Шато Чизай здобули золоті медалі на міжнародному виноробному конкурсі Bukkaljai Borfesztival в Угорщині.
- 2018. На міжнародній виставці з дегустаційним конкурсом Wine & Spirits Ukraine Awards[5] у Києві усі 9 вин, які компанія подала для оцінки, отримали відзнаки, це найкращий результат серед виноробень України. Стартував освітній проєкт Chateau Chizay Academy.
- 2019: Відкрито Музей винороба Чиза, розпочато програму міжнародного співробітництва «Бордо — Закарпаття», засновано Винний забіг Chizay Wine Run та проведено Свято молодого вина[6].
- 2020: Випущено новий продукт Grape White Blend, а також закладено винний погріб для преміальних вин[7].
- 2021: Три срібні медалі на London Wine Competition[8] та 13 медалей на Wine & Spirits Ukraine Awards[9], включаючи п'ять золотих.
- 2022: Закладено для витримки перші ігристі вина за традиційним методом шампанізації із рідкісних сортів Черсегі та Блауфранкіш.
- 2023: Випущено перше помаранчеве вино (Orange Wine) Furmint Orange та вино пізнього збору Furmint Late Harvest[10].
- 2024. Шато Чизай випустив коньяк «Закарпаття», який базується на спиртах, витриманих у бочках з-під вин.
- 2025. Представили колекцію витриманих вин Founder’s Reserve та випустили теруарне вино Furmint Wild, створене за філософією low intervention (дикі дріжджі, ферментація в бочці). Оновили колекцію косметики Chizay Beauty Lab.

## Виноградники Шато Чизай

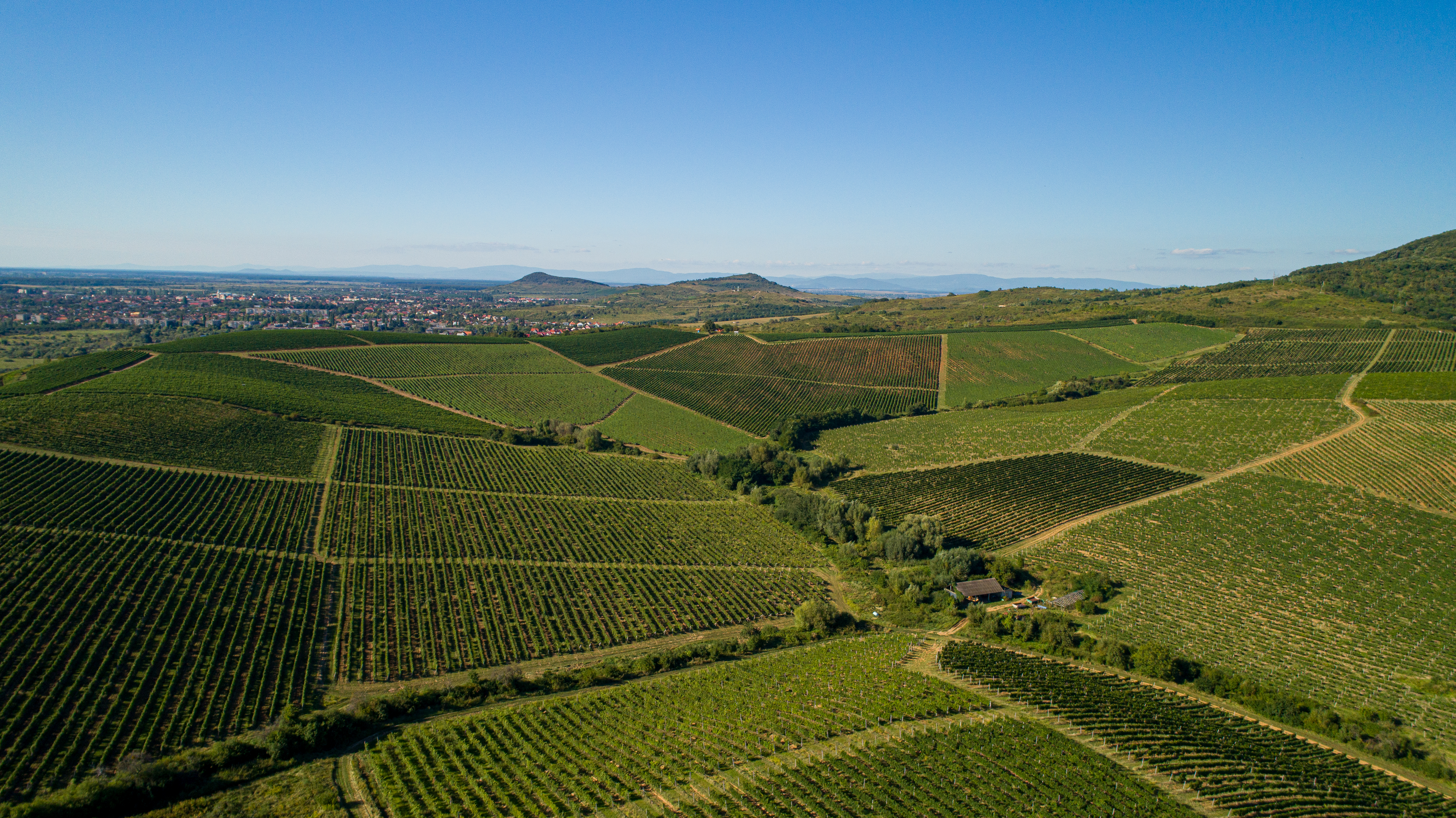
Виноградник Шато Чизай

Компанія володіє 272 гектарами виноградників у передгір'ї Карпат, на схилах переважно вулканічного походження. Виноградники висаджені у 2006 році. Компанія вирощує білі та червоні європейські сорти винограду, включаючи рідкісні та ексклюзивні для України. Виноградники не використовують штучний полив, більшість робіт проводиться вручну.

## Вина Шато Чизай

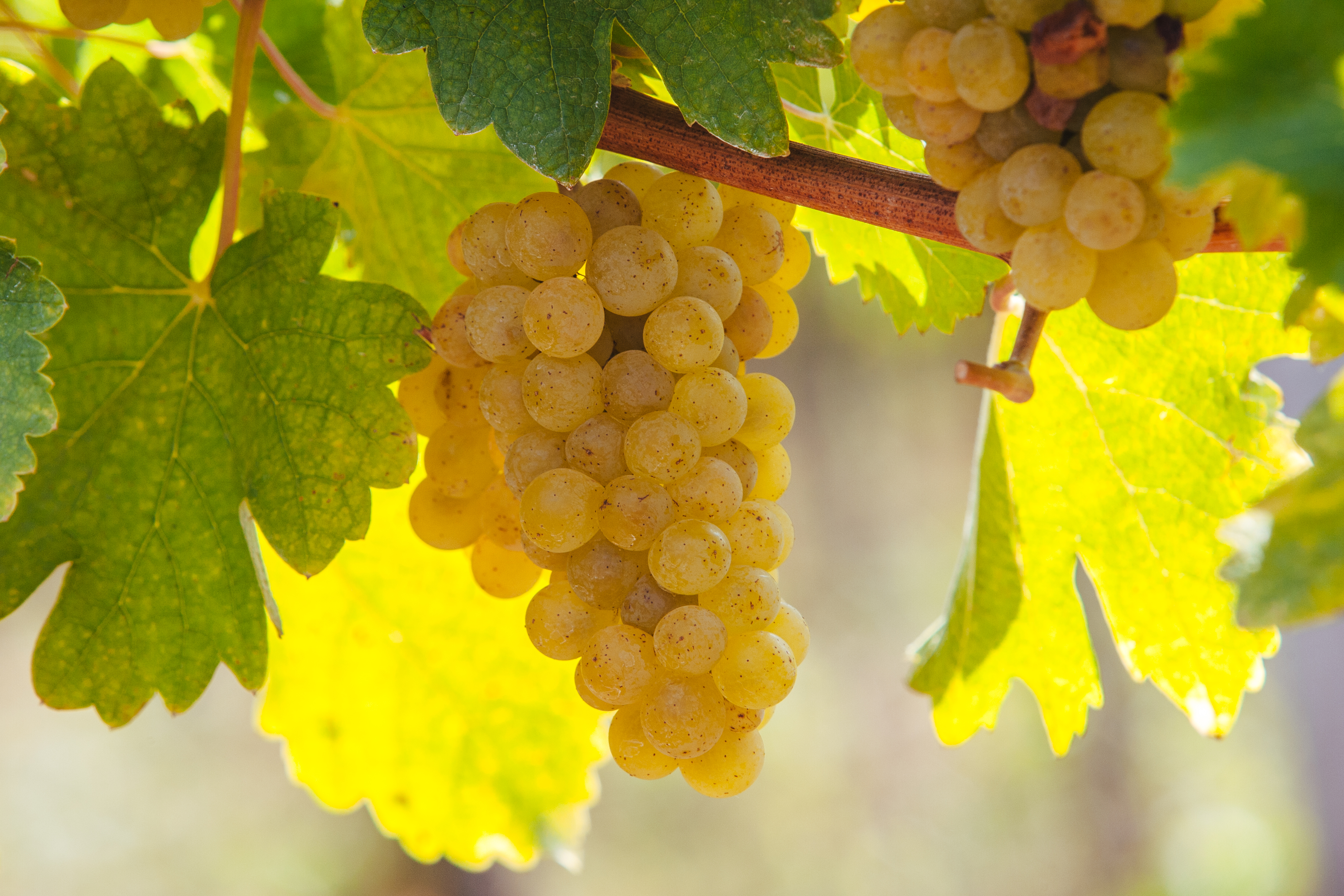

Шато Чизай виробляє вина з винограду власного врожаю. Серед продукції є преміальні колекції, такі як Carpathian Sekt, яке стало першим моносортовим ігристим вином із Черсегі та Трамінеру в Україні. У 2023 році було випущено Furmint Orange та Furmint Late Harvest, які стали амбасадорами українського виноробства на міжнародній арені.

## Соціальна активність
Шато Чизай співпрацює з Ужгородським національним університетом, зокрема кафедрою туризму, з Асоціацією фахівців туристичного супроводу Закарпаття та іншими профільними установами й організаціями, а також виробниками місцевих продуктів. Перша в Україні компанія, яка є підписантом меморандуму екологічної ініціативи The Porto Protocol, яка об'єднує дбайливі до довкілля винярні світу. Є ініціатором створення Асоціації виноградарів і виноробів Закарпаття та отримання захищеного географічного зазначення «Вина Закарпаття» для якісних вин регіону.
Компанія здійснює колаборації з українськими і світовими виробниками з метою створення нових якісних продуктів (як-от кава, ферментована у бочці; надання бариків для витримки віски у Шотландії, тощо) та розширює спектр діяльності.